# Figueroa (departamento)
Figueroa é um departamento da Argentina, localizado na 
província de Santiago del Estero.